# خوسيه ماريا ليموس
خوسيه ماريا ليموس (بالإسبانية: José María Lemus)‏ (و. 1911 – 1993 م) هو سياسي من السلفادور .